# På sommaren
På sommaren (franska: En été, La bohémienne) är en oljemålning av den franske konstnären Auguste Renoir från 1868. Den ingår i Alte Nationalgaleries samlingar i Berlin sedan 1907.
Målningen är ett porträtt av Lise Tréhot (1848–1922), Renoirs flickvän och favoritmodell från omkring 1867 och fram till 1872. Han målade av henne omkring 25 gånger, till exempel i Lise med parasoll (1867). Målningen är en av Renoirs tidigaste och stilmässigt befinner han sig i övergången mellan realism och impressionism. Renoir porträtterar Tréhot realistiskt med klara linjer medan den grönskande bakgrunden saknar skärpa och är mer impressionistisk.